# Andrés Hernández Ros
Andrés Hernández Ros (Guadalupe, 30 de julio de 1948-Murcia, 26 de junio de 2016) fue un político socialista español. Tras la creación de la comunidad autónoma de la Región de Murcia en 1982, fue su primer presidente.

## Biografía
Andrés Hernández Ros nació el 30 de julio de 1948 en el paraje de La Galapacha, perteneciente a la pedanía murciana de Guadalupe.
Realizó estudios de Maestría Industrial, en la especialidad Química, en el centro educativo que la Compañía de Jesús tenía en el monasterio de Los Jerónimos, existente en su misma localidad natal. Mientras estudiaba comenzó su actuación sindical y política, en aquellos momentos en la clandestinidad, que ejercitó tras iniciar su actividad laboral en la industria Cauchos de Levante S.A., de Guadalupe (Murcia), donde sus conflictos laborales fueron pioneros durante el franquismo en la lucha obrera registrada en la provincia de Murcia.
A finales de los años 60 ingresó en la Acción Sindical de Trabajadores (AST), organización de inspiración marxista precursora de la Organización Revolucionaria de Trabajadores (ORT).
El 7 de noviembre de 1970, durante el 
servicio militar, fue detenido acusado de asociación ilícita. En prisión contrajo matrimonio con Josefa Cebrián, ceremonia que celebró el párroco de su pueblo natal Fernando Vargas Barba, tras negarse a oficiarla el cura capellán de la Prisión Provincial de Murcia.[cita requerida] El matrimonio tuvo cuatro hijos.
En 1974 emprendió varios negocios, entre ellos la apertura de una librería que sería utilizada como tapadera por la oposición moderada de izquierdas en los últimos años del franquismo.
En 1974 ingresó en el Partido Socialista Obrero Español (PSOE). 
En 1988 se trasladó a vivir a Chile con su nueva esposa, la chilena María Elena Sarmiento, de la que se separó en 1994. En ese país estableció varios negocios: un aserradero en Temuco, al sur del país; el restaurante García Lorca en Santiago y una cantera de granito.
El 26 de junio de 2016 falleció a causa de un cáncer de estómago.

## Trayectoria política (1978-1984)
Restablecida la democracia fue secretario de Organización del PSOE de Murcia desde 1977 y en 1978 es elegido Secretario General del PSRM-PSOE, cargo que desempeñó hasta 1984. En abril de 1979 fue elegido concejal del ayuntamiento de Alcantarilla y en mayo de ese mismo año la presidencia del Consejo Regional de Murcia (ente autonómico precursor de la Comunidad Autónoma) tras la victoria socialista en la provincia en las elecciones generales de aquel año.
Una vez constituida la Comunidad Autónoma de Murcia en 1982, en las elecciones autonómicas de 1983 fue cabeza de cartel por el PSRM-PSOE, siendo la opción más votada, con un 52,5% de votos y 26 escaños, que le daban la mayoría absoluta, por lo que fue elegido en el mes de junio de 1983 primer presidente de la Región de Murcia.

### Presidente del Consejo de Gobierno
Tras la aprobación del Estatuto de Autonomía, Andrés Hernández Ros presidió el primer Consejo de Gobierno de la historia de la Región de Murcia, formado por los siguientes consejeros:
| Cargo                                                  | Nombre                          |
| ------------------------------------------------------ | ------------------------------- |
| Presidente                                             | Andrés Hernández Ros            |
| Consejero de Presidencia                               | José Plana Plana                |
| Consejero de Hacienda y Economía                       | Manuel Martínez García de Otazo |
| Consejero de Administración Local e Interior           | José Guirao Martínez            |
| Consejero de Política e Infraestructura Territorial    | Juan José Parrilla Cánovas      |
| Consejero de Cultura y Educación                       | José Manuel Garrido Guzmán      |
| Consejero de Trabajo y Servicios Sociales              | Vicente Martínez Brell          |
| Consejero de Industria, Tecnología, Comercio y Turismo | José María Casanova Valero      |
| Consejera de Agricultura                               | Josefa Callejo de la Puente     |
| Consejero de Sanidad y Seguridad Social                | José María Morales Meseguer     |
| Consejero de Relaciones Autonómicas                    | Antonio García-Pagán Zamora     |

Tras las Elecciones de 1983, ya elegido por los ciudadanos, formó un nuevo Consejo de Gobierno:
| Cargo                                                  | Nombre                        |
| ------------------------------------------------------ | ----------------------------- |
| Presidente                                             | Andrés Hernández Ros          |
| Vicepresidenta y Consejera de Relaciones Autonómicas   | María Antonia Martínez García |
| Consejero de Presidencia                               | José Plana Plana              |
| Consejero de Economía, Hacienda y Empleo               | José Molina Molina            |
| Consejero de Administración Local e Interior           | José López Fuentes            |
| Consejero de Política e Infraestructura Territorial    | Juan José Parrilla Cánovas    |
| Consejero de Cultura y Educación                       | Pedro Guerrero Ruiz           |
| Consejero de Industria, Tecnología, Comercio y Turismo | Enrique Escudero de Castro    |
| Consejero de Agricultura, Ganadería y Pesca            | José Luis Albacete Viudes     |
| Consejero de Sanidad, Consumo y Servicios Sociales     | José María Morales Meseguer   |

La gestión de este primer Gobierno de la historia estuvo marcada por diversas medidas encaminadas a implantar la nueva estructura autonómica, sin base histórica como tal. Junto a ello, medidas de gran repercusión mediática pero quizá de corte ingenuo, como la invitación a los entonces líderes de Estados Unidos, Ronald Reagan, y de la Unión Soviética, Konstantín Chernenko a visitar la Región y conciliar sus posiciones durante un acto a celebrar en la zona. Igualmente algunas iniciativas empresariales públicas, como la elaboración de un nuevo tipo de pimentón o la cría de langostinos.

### Dimisión como presidente
Hernández Ros sería uno de los primeros políticos socialistas españoles salpicado por un presunto escándalo de corrupción que nunca pudo demostrarse.
En concreto, la acusación de intento de compra de dos periodistas del diario La Verdad, provocó su dimisión al frente del Gobierno de la Región de Murcia en 1984. La acusación no pudo ser probada, por lo que finalmente fueron archivadas las diligencias. Continuó como diputado autonómico hasta el final de la legislatura en 1987.
A partir de esa situación permaneció apartado de la vida política e institucional de la Región de Murcia.

## Medalla de Oro de la Región de Murcia e Hijo Predilecto del Municipio de Murcia
En 2012 el Ejecutivo Autonómico presidido por Ramón Luis Valcárcel otorgó a Andrés Hernández Ros la Medalla de Oro de la Región de Murcia, máxima distinción de la Comunidad Autónoma.
El 12 de mayo de 2018 el Ayuntamiento de Murcia presidido por el alcalde José Ballesta Germán distinguió a título póstumo a Andrés Hernández Ros como Hijo Predilecto de la Ciudad y Municipio de Murcia.
En 2023 le fue concedido póstumamente el premio Al-Kazar por el Ayuntamiento de Los Alcázares por su firma, en calidad de presidente de la Comunidad Autónoma, de la constitución como municipio independiente de dicha población, recogido por su viuda Josefina Cebrián.